# Кранерт, Георгий Николаевич
Георгий Николаевич Кранерт (род. 21 сентября 1902; Минск, Российская империя — 4 июля 1967; неизвестно) — советский актёр театра и кино, режиссёр.

## Биография
Родился 21 сентября 1902 года в Минске в семье актёров, от которых Кранерт унаследовал интерес к творчеству.
Учился в Новгородском реальном училище, которое окончил в 1918 году. Будучи подростком вступил в ряды Красной армии, где долгое время служил. В 1924 году повторно оказался в рядах РККА. В 1926 году после окончательной демобилизации полностью посвятил себя актёрской деятельности. Много играл в различных театрах, снимался в кино, выступал в фронтовых бригадах. Также являлся режиссёром. 
Ушёл из жизни 4 июля 1967 года. Место смерти и похорон не известно.

## Творчество

### Фильмография
- 1936 — Юность поэта — Александр l
- 1937 — Возвращение Максима — Пуришкевич
- 1939 — Огненные годы — капитан
- 1939 — Четвёртый перископ — Куронт, владелец яхты
- 1942 — Оборона Цырицына (1 серия) — военспец
- 1956 — Медовый месяц — председатель комиссии
- 1957 — Дон Сезар де Базан — капитан